# Karl Endemann
Karl Heinrich Julius Endemann (auch Carl Heinrich Julius Endemann; * 19. April 1836 in Triebel, Niederlausitz; † 18. April 1919 in Kiel) war ein deutscher evangelischer Pfarrer, Missionar und Sprachforscher. Er beschrieb als einer der ersten die südafrikanische Nord-Sotho-Sprache, die er Sotho nannte.

## Leben
Nach einer Ausbildung in der Berliner Missionsgesellschaft ging Karl Endemann 1860 als Missionar in die Südafrikanische Republik (Transvaal). Er wirkte im Norden und Osten der Burenrepublik in mehreren Missionsstationen. Zu seinen Mitstreitern gehörte Alexander Merensky, der einige von Endemanns Stationen gegründet hatte. Endemann selbst gründete 1863 die Missionsstation Phatametsane. Er erforschte die Sprache Nord-Sotho. Unter anderem verfasste er eine Bibelübersetzung in das Nord-Sotho, die zusammen mit seinen Sprachbeschreibungen die vielen Dialekte des Nord-Sotho zu einer Standardsprache zusammenführten, die heute zu den elf Amtssprachen Südafrikas zählt.
1873 musste Endemann krankheitsbedingt zurückkehren. Er veröffentlichte in den folgenden Jahren verschiedene Schriften zum Nord-Sotho.
Seit 1876 war er Diakon in Schönberg in der Oberlausitz, seit 1882 Pfarrer in Neuendorf bei Potsdam. 1891 musste er auf Grund einer starken Schwerhörigkeit und weiterer Beschwerden in den Ruhestand gehen.
Endemann veröffentlichte weitere Studien zur Sprachwissenschaft und theologische Aufsätze, in denen er die historisch-kritische Bibelauslegung ablehnte und für eine wortgetreue Auslegung der Bibel eintrat.

## Schriften (Auswahl)
- Versuch einer Grammatik des Sotho, 1876
- Die Offenbarung St. Johannis, 1897
- Wörterbuch der Sothosprache, 1911
- Johann Christian Wallmann ein Mann nach Gottes Herzen. Zum Gedächtnis der hundertjährigen Wiederkehr seines Geburtstages, 1911
- Erste Übungen im Nyakyusa, 1915

sowie weitere linguistische, völkerkundliche und theologische Aufsätze in verschiedenen Zeitschriften